# Porcellionides approximatus
Porcellionides approximatus – це вид сухопутних рівноногих ракоподібних (Crustacea), що належить до родини Porcellionidae. Вид був вперше описаний у 1885 році данським зоологом Густавом Бюдде-Лундом під науковою назвою Metoponorthus approximatus, але пізніше класифікований у рід Porcellionides

## Поширення
Цей вид є ендеміком Криму.

## Особливості та середовище існування
Як представник сухопутних ізоподів (Isopoda), P. approximatus належить до групи ракоподібних, які пристосувалися до життя на суходолі. Зазвичай ці тварини мешкають у вологих місцях, таких як ґрунт, листяний опад або під камінням, де підтримується достатній рівень вологості.